# Crazy Woman Creek
Crazy Woman Creek (pl. Potok Szalonej Kobiety) – potok przepływający przez Hrabstwo Johnson w stanie Wyoming (Stany Zjednoczone). Potok wypływa z gór Bighorn, które położone są w północno-wschodniej części stanu Wyoming, i wpada do rzeki Powder.

## Pochodzenie nazwy
Jest kilka legend, które tłumaczą pochodzenie nazwy potoku Crazy Woman Creek. „Szalona” kobieta w różnych wersjach legend przedstawiania jest jako Indianka lub biała kobieta. Według jednej z indiańskich legend nazwa pochodzi od Indianki, która jako jedyna przeżyła atak na swoją wieś i resztę życia spędziła żyjąc samotnie w brudzie i nędzy, aż do swojej śmierci. Inna legenda wiąże się z białą rodziną Morgan, która w trakcie swojej podróży została zakatowana przez wojowników z plemienia Siuksów. Wojownicy zabili męża i troje dzieci Pani Morgan, a ona w napadzie szału siekierą próbowała zabić czterech atakujących ją Indian. Oni widząc jej szał  postanowili zostawić Panią Morgan w spokoju.
Najbardziej wiarygodne pochodzenie nazwy wiąże się z przedsiębiorcą i jego żoną o nazwisku Crow, którzy w latach 40, XIX wieku w pobliżu potoku założyli mały punkt handlowy i prowadzili udane interesy z Indianami. Przedsiębiorca sprzedawał Indianom wysokoprocentowy alkohol. Początkowo  relacja między państwem Crow a Indianami była dobra, później natomiast Indianie z plemienia Siuksów, oskarżali Pana Crow'a o handel z innymi plemionami. W odwecie zabili przedsiębiorce, a jego żona została zraniona w głowę przy użyciu tomahawka. Kobieta przeżyła atak i żyła dalej w tej okolicy. Jednak nikt jej nie widział i stwierdzono, że kobieta albo umarła z głodu lub została zaatakowana przez dzikie zwierzęta.
Powyższa historia została opisana przez podporucznika 2 pułku kawalerii, George P. Belden'a, który w latach 1867 - 1868 stacjonował w Forcie Phil Kearny.

## Fauna
W potoku stwierdzono występowanie wielu gatunków ryb, według badań z roku 2004, które zostały przeprowadzone przez Wyoming Game and Fish Department, potok zamieszkiwany jest przez gatunki: Notropis stramineus, Hybognathus placitus, Rhinichthys cataractae z rodziny karpiowatych; Catostomus platyrhynchus, Catostomus commersonii z rodziny czukuczanowatych; Ameiurus melas z rodziny Ameiurus oraz przez suma kanałowego.